# Seznam avstralskih dirkačev
Seznam avstralskih dirkačev.

## B
- David Brabham
- Gary Brabham
- Jack Brabham
- Warwick Brown

## D
- Mick Doohan

## E
- Paul England

## G
- Frank Gardner
- Tony Gaze

## H
- Paul Hawkins

## J
- Alan Jones

## K
- Ken Kavanagh

## M
- Brian McGuire

## P
- Larry Perkins

## R
- Daniel Ricciardo

## S
- Tim Schenken
- Vern Schuppan

## W
- David Walker
- Mark Webber